# Hebrejski kalendar
Hebrejski kalendar (הלוח העברי) ili židovski kalendar je godišnji kalendar koji se koristi u judaizmu. On određuje dane židovskih praznika, prikladne dijelove Tore za javna čitanja, Yahrzeite (nadnevke tugovanja za preminulim rođacima), i specifične dnevne psalme koji se čitaju. Također je u službenoj uporabi u državi Izraelu. Koristila su se dva najvažnija oblika kalendara: opservacijski oblik koji se koristio prije uništenja Drugog hrama godine 70. po. Kr., i temeljen na promatranju mjesečevih mijena, te oblik zasnovan na pravilima kojeg je prvi opisao Majmonid 1178. godine, a koji je usvojen u prijelaznom razdoblju između 70. i 1178. godine.
"Suvremeni" oblik je lunisolarni kalendar temeljen na pravilima, sličan kineskom kalendaru, koji mjeri mjesece definirane prema mjesečevim ciklusima kao i godine mjerene u sunčevim ciklusima, te različit od čisto lunarnog islamskog kalendara i gotovo čisto solarnog gregorijanskog kalendara. S obzirom na oko 11 dana razlike između dvanaest lunarnih mjeseci i jedne solarne godine, kalendar se ponavlja u metoničkim 19-godišnjim ciklusima od 235 lunarnih mjeseci, s dodatnim lunarnim mjesecom koji se dodaje svake dvije ili tri godine, odnosno sedam puta svakih 19 godina. Kako se hebrejski kalendar razvio u oblasti istočno od Sredozemlja, referencije na godišnja doba se odnose na vrijeme i klimu sjeverne polutke.
Od 5. rujna 2013., (tj. večeri 4. rujna) do večeri 24. rujna 2014. teče 5774. godina A. M.

## Struktura
Hebrejski kalendar je lunisolarni kalendar, ili "fiksna lunarna godina"; sastoji se od 12 lunarnih mjeseci od 29 ili 30 dana; interkalarni lunarni mjesec (trinaesti) se dodaje 7 puta u svakih 19 godina (svake dvije ili tri godine), kako bi se 12 lunarnih mjeseci sinkroniziralo s, nešto duljom, solarnom godinom. Svaki hebrejski lunarni mjesec počinje s mladim mjesecom; prvobitno je morao biti opažen srp mladog mjeseca, o čemu su svjedočili očevici, ali se doba mladog mjeseca sada određuje matematički.
Istodobno teče tjedni ciklus, što odgovara sedmodnevnom razdoblju iz Knjige Postanka, u kojem je stvoren svijet. Imena dana u tjednu su, kao i u priči iz Postanka, jednostavno broj dana unutar tjedna, pri čemu je Šabat (Shabbat - subota) sedmi dan. Hebrejski dani teku od jednog zalaska Sunca do drugog, što znači da standardno vrijeme i vremenska zona nemaju mjesta u hebrejskom kalendaru.
Dvanaest redovnih mjeseci su: Nisan (30 dana), Ijar (Iyar, 29 dana), Sivan (30 dana), Tamuz (Tammuz, 29 dana), Av (30 dana), Elul (29 dana), Tišri (Tishrei, 30 dana), Hešvan (Cheshvan, 29 ili 30 dana), Kislev (29 ili 30 dana), Tevet (29 dana), Ševat (Shevat, 30 dana) i Adar (29 dana). U prijestupnim godinama postoji još i mjesec Adar I (30 dana), koji se umeće nakon Ševata, pa se redovni mjesec Adar označava kao "Adar II".
Prvi mjesec godine je nisan. Petnaesti dan nisana je početak praznika Pesah (Pesach, ili Pasha), što bi odgovaralo punom Mjesecu u kalendarskom mjesecu nisanu. Pesah je proljetni festival, povezan sa žetvom ječma, pa je umetan interkalarni mjesec kako bi se to održalo. Najkasnije od 12. stoljeća to je određivano matematički, ali tradicija drži da prije toga 1. nisana nije počinjao ako ječam nije bio zreo (moglo je biti promatrano i voće na drveću, a i sama ravnodnevnica); u protivnom bi bio umetan interkalarni, trinaesti, mjesec.
Iako Biblija označava ovaj mjesec (ne nazivajući ga Nisan) kao prvi mjesec godine, praznik početka godine Roš Ašana (Rosh Hashanah, "Glava godine", odn. "Početak godine") se u stvari slavi na početku sedmog mjeseca, koji se danas zove Tišri, pa većina Hebreja danas vidi Tišri kao de facto početak godine. Premda se u Tori spominje ovaj praznik, nije bio smatran početkom godine, nego više praznikom za osvrt i sjećanje.